# لائورو د فریتاس
لائورو د فریتاس (به پرتغالی: Lauro de Freitas) یک منطقهٔ مسکونی در برزیل است که در باهیا واقع شده‌است. لائورو د فریتاس ۵۷٫۶۶ کیلومتر مربع مساحت و ۲۰۱٬۶۳۵ نفر جمعیت دارد.